# Klaus Teuber

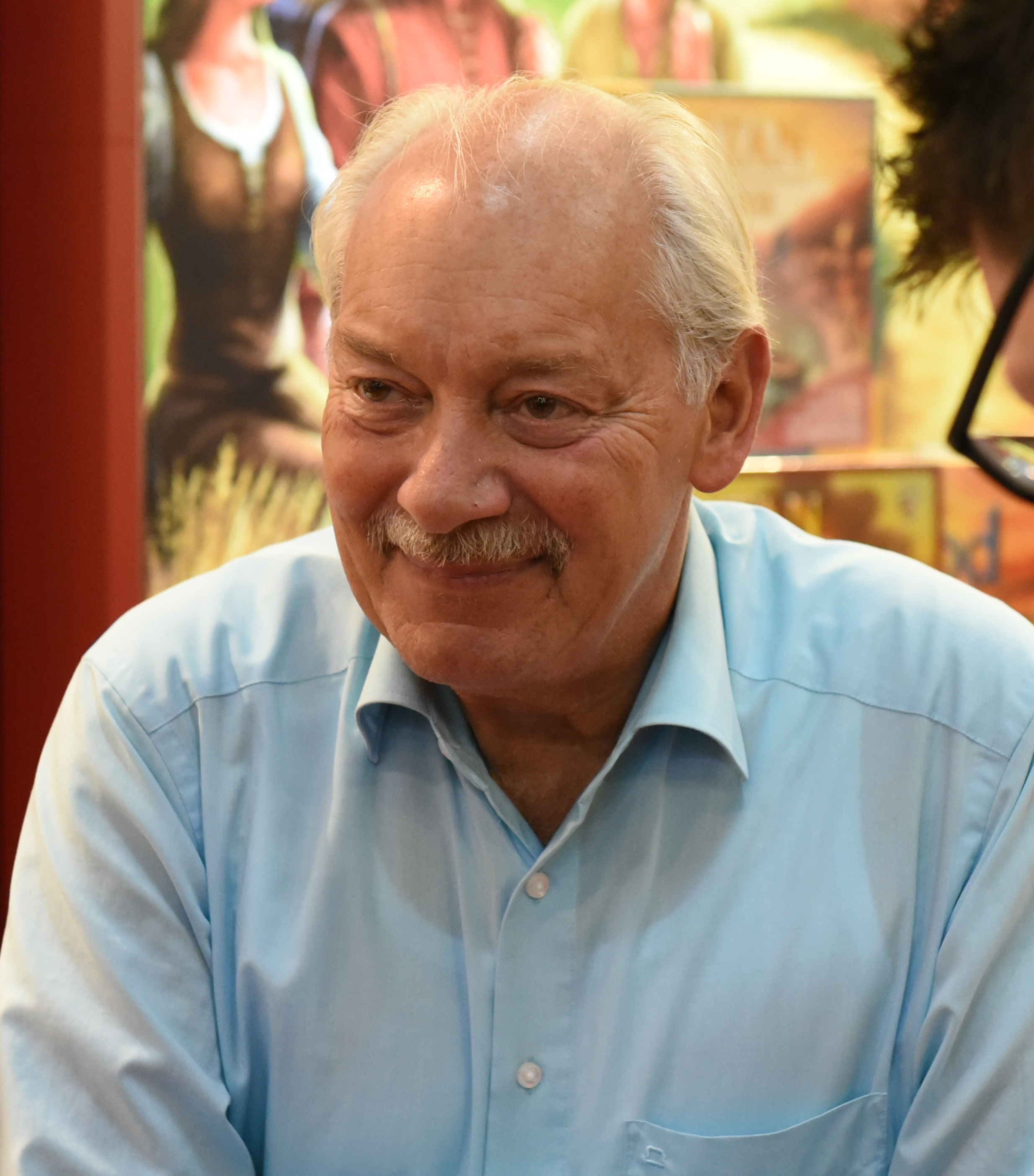
Klaus Teuber, 2017

Klaus Teuber (* 25. Juni 1952 in Rai-Breitenbach; † 1. April 2023) war ein deutscher Spieleautor. Er ist der Erfinder von Die Siedler von Catan und gewann viermal die Auszeichnung Spiel des Jahres sowie viermal den Deutschen Spielepreis.

## Leben und Wirken

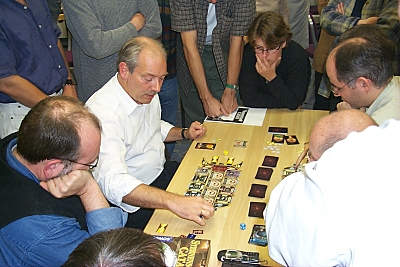
Klaus Teuber erklärt das Zwei-Personen-Spiel Sternenschiff Catan, 2001

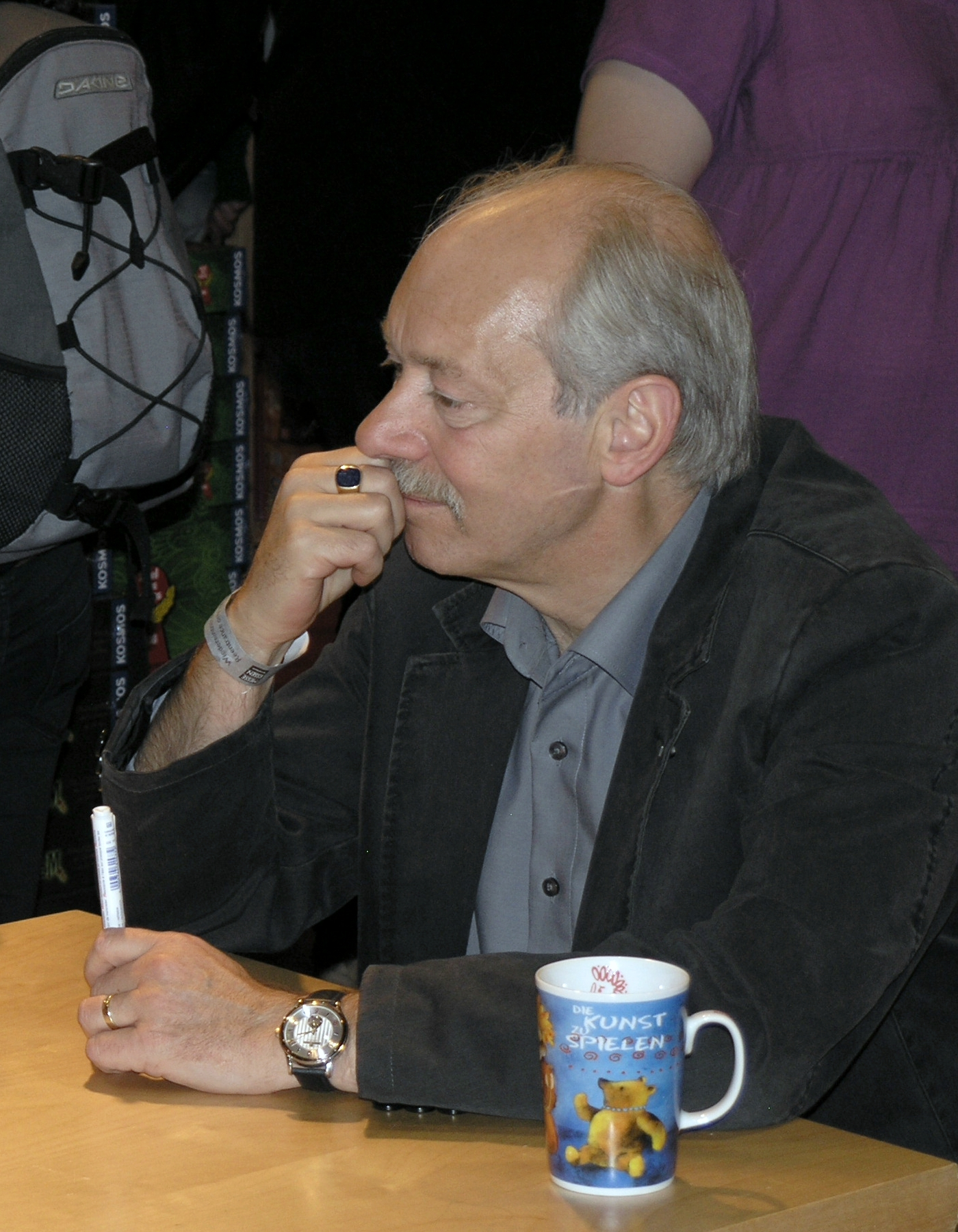
Klaus Teuber, 2008

Klaus Teuber studierte Chemie, war gelernter Zahntechnikermeister und ab 1999 hauptberuflich als Spieleautor tätig. Bereits sein Erstlingswerk Barbarossa war 1988 Spiel des Jahres. 1990 und 1991 wurden seine Spiele Adel verpflichtet und Drunter & Drüber ebenfalls als Spiel des Jahres ausgezeichnet.
Teuber hatte Schwierigkeiten, für sein nächstes Spiel einen Verleger zu finden. Pleitegeier – das spätere Vernissage, ein für die damalige Zeit überdurchschnittlich komplexes Brettspiel – wäre zwar von einem großen Verlag in die Reihe der Bestseller-Autoren-Spiele aufgenommen worden, aber nur unter der Bedingung, dass Teuber diesem Verlag das Recht an Veränderungen des Spiels übertragen hätte. Damit war er nicht einverstanden. Aus diesem Grund gründeten er und seine Partner mit TM-Spiele einen eigenen Verlag. Der TM-Erstling Vernissage wurde von der Spiel-des-Jahres-Jury nicht zur Kenntnis genommen. Beim deutschen Spielepreis belegte es 1993 den dritten Platz.
TM-Spiele, das zunächst vier, später fünf Gesellschafter hatte, stand bereits nach zwei Jahren vor der Insolvenz. In dieser Situation kam ein Angebot des Spielwarenkonzerns Simba Toys, der eine programmergänzende Spielelinie aufbauen wollte, aber keine Erfahrung auf diesem Gebiet besaß. TM wurde mit der Entwicklung von zunächst vier Spielen unter dem Namen Goldsieber beauftragt. Das Goldsieber-Programm wurde in der Spieleszene mit Begeisterung aufgenommen. Linie 1 und Galopp Royal gelangten 1995 auf die Spiel-des-Jahres-Auswahlliste, Linie 1 und Sternenhimmel schafften es auf Platz 2 und 3 des deutschen Spielepreises. Da sich die Verhandlungen zwischen Simba Toys und TM lange hinzogen, entschied sich Teuber, dass sein Spiel Die Siedler von Catan 1995 in der Franckh-Spiele-Galerie des Spieleunternehmens Kosmos Spiele erscheinen sollte. Zwei Häuser hatten das Spiel bereits abgelehnt oder verlangten erhebliche thematische Änderungen.
Für Teuber – der damals immer noch als selbständiger Zahntechniker tätig war – wurde es immer schwieriger, Goldsieber und Kosmos parallel zu betreiben. Daher bot es sich für ihn an, alle TM-Aktivitäten bei Kosmos zu bündeln und Mitte 1997 mit diesem Verlag einen Exklusivvertrag über seine Autorentätigkeit abzuschließen, was ein Novum in der Branche war. 1999 verkaufte er das von seinem Vater übernommene Dentallabor und wurde hauptberuflicher Spieleerfinder.
Die Siedler von Catan entwickelte sich zum bekanntesten Brettspiel der jüngeren Zeit. Innerhalb der Catan-Familie erschienen mehrere weitere Titel, sowohl Erweiterungen als auch eigenständige Spiele. Ein Novum waren die Prof.-Easy-Spieleinführungen, die anfänglich als kleine Broschüren und später als Internet-Animationen erschienen. Teuber erleichterte mit diesen von ihm erdachten Regeleinführungen den Einstieg in seine Spiele ganz erheblich.
2002 gründete Klaus Teuber zusammen mit seinem Sohn Guido Teuber die Firma Catan GmbH und übertrug ihr die Lizenzrechte an seinen Spielen. Diese Firma ist für die Kontakte zu den weltweiten Lizenzpartnern seiner Brettspiele und der Computer-Umsetzungen zuständig. Auch sein Sohn Benjamin arbeitet im Familienunternehmen.
2004 wurde Teuber in die Hall of Fame des Origins Award aufgenommen. 2010 erhielt er den As d’Or für sein Lebenswerk.
Klaus Teuber starb im April 2023 nach kurzer schwerer Krankheit im Alter von 70 Jahren.
Während eines musikalisch untermalten „in memoriam“-Segments während der British Academy Games Awards 2024 wurde an Teuber und andere verstorbene Spieleerfinder aus dem letzten Jahr erinnert.

## Methode
Am Anfang einer Spielidee stand für Teuber nach eigener Aussage immer eine Geschichte. Bei seinem ersten veröffentlichten Spiel Barbarossa und die Rätselmeister wollte er die Atmosphäre der Fantasy-Trilogie Erdzauber von Patricia A. McKillip aufgreifen. Ein wichtiges Motiv für ihn war das Entdecken: „Sie wissen nicht so genau, wo es langgeht, haben einen Wunsch, eine vage Idee, sehen, wie ein Schloss im Nebel auftaucht – und wollen da hin.“ Mit diesem Gedanken probierte er Ideen aus. „Ich arbeite eigentlich auch heute noch am liebsten intuitiv, aus dem Bauch heraus. Da gibt es nichts Vorgefertigtes, keine Schablone, aber eine große Spannung.“

## Spiele

### Brett- und Kartenspiele
- 1988 Barbarossa
Spiel des Jahres 1988
- 1989 Timberland
Deutscher Spielepreis 9. Platz 1989
- 1989 Älpler-Stafette
- 1990 Licht und Schatten
- 1990 Einfalls-Pinsel
- 1990 Adel verpflichtet
Spiel des Jahres 1990
Deutscher Spielepreis 1990
- 1990 Asterix und die Römer
- 1991 Drunter & Drüber
Spiel des Jahres 1991
Deutscher Spielepreis 3. Platz 1991
- 1992 Der fliegende Holländer
Deutscher Spielepreis 1992
- 1993 Vernissage
Deutscher Spielepreis 3. Platz 1993
- 1993 Junior Barbarossa
- 1994 Brummi
- 1995 Die Siedler von Catan
Spiel des Jahres 1995
Deutscher Spielepreis 1995
- 1995 Galopp Royal
Spiel des Jahres Auswahlliste 1995
Deutscher Spielepreis 6. Platz 1995
- 1995 Bakschisch (zusammen mit Fritz Gruber und anderen, unter dem Pseudonym Kara Ben Hering)
- 1995 Verrückte Tiere
- 1996 Hallo Dachs
Deutscher Kinderspielepreis 1996
- 1996 Phantasia in Kinderhand
- 1996 Entdecker
Deutscher Spielepreis 2. Platz 1996
- 1996 Die Siedler von Catan – Ergänzungs-Set für 5 und 6 Spieler
- 1996 Die Siedler von Catan – Das Kartenspiel für 2 Spieler
Deutscher Spielepreis 2. Platz 1997
Spiel des Jahres Auswahlliste 1997
- 1997 Die Ritter von der Haselnuß
Deutscher Kinderspielepreis 1997
- 1997 Löwenherz – Die Grenzen der Macht
Deutscher Spielepreis 1997
Spiel des Jahres Auswahlliste 1997
- 1997 Die Siedler von Catan – Die Seefahrer-Erweiterung
- 1997 Die Siedler von Catan – Die Seefahrer-Erweiterung – Szenarien und Material für 5 und 6 Spieler
- 1997 Die Siedler von Catan – Das Turnier-Set zum Kartenspiel
- 1998 Die Siedler von Catan – Städte & Ritter
- 1998 Die Siedler von Catan – Städte & Ritter – Ergänzungs-Set für 5 und 6 Spieler
- 1998 Die Siedler von Catan – Historische Szenarien – Alexander der Große & Cheops
- 1998 Die Siedler von Catan – Themen-Set zum Kartenspiel – Wissenschaft & Fortschritt (erweiterte Ausgliederung aus dem Turnier-Set zum Kartenspiel)
- 1998 Die Siedler von Catan – Themen-Set zum Kartenspiel – Ritter & Händler (erweiterte Ausgliederung aus dem Turnier-Set zum Kartenspiel)
- 1998 Die Siedler von Catan – Themen-Set zum Kartenspiel – Handel & Wandel
- 1998 Die Siedler von Catan – Themen-Set zum Kartenspiel – Politik & Intrige
- 1998 Die Siedler von Catan – Themen-Set zum Kartenspiel – Zauberer & Drachen
- 1999 Fette Bäuche
- 1999 Die Siedler von Nürnberg
- 1999 Die Sternenfahrer von Catan
- 2000 Rabatz auf dem Riesenrad
- 2000 Die Siedler von Catan – Das Buch zum Spielen
- 2000 Die Sternenfahrer von Catan – Ergänzungs-Set für 5 + 6 Spieler
- 2001 Chip, Chip, Hurra
- 2001 Gnadenlos
- 2001 Die neuen Entdecker
- 2001 Die Siedler von Catan – Historische Szenarien II – Troja & Die große Mauer
- 2001 Die Siedler von Catan – Themen-Set zum Kartenspiel-Turnier – Entdecker & Piraten
- 2001 Sternenschiff Catan
- 2001 Der Herr der Ringe – Die Gefährten – Spiel zum Film (zusammen mit Fritz Gruber und anderen, unter dem Pseudonym „J.R.R. Hering“)
- 2002 Abenteuer Menschheit
- 2002 Das Steiff-Spiel
- 2002 Der Herr der Ringe – Die zwei Türme – Spiel zum Film (zusammen mit Fritz Gruber und anderen, unter dem Pseudonym „J.R.R. Hering“)
- 2003 Die Kinder von Catan
- 2003 Löwenherz – Der König kehrt zurück
Deutscher Spielepreis 5. Platz 2003
- 2003 Die Siedler von Catan – Themen-Set zum Kartenspiel – Barbaren & Handelsherren
- 2003 Anno 1503
- 2004 Anno 1503 – Piraten und Aristokraten
- 2004 Candamir – Die ersten Siedler
- 2004 Ozeanien
- 2005 Barbarossa (überarbeitete Version in der Reihe „Klaus Teubers Classics“)
- 2005 Elasund – Die erste Stadt
Deutscher Spielepreis 6. Platz 2006
- 2005 Ereignisse auf Catan
- 2005 Die Siedler von Catan – Limitierte Edition in 3D
- 2006 Die Siedler von Catan – Themen-Set zum Kartenspiel – Künstler & Wohltäter
- 2006 Kampf um Rom – Historisches Szenario
- 2007 Händler und Barbaren (Erweiterung zu „Die Siedler von Catan“)
- 2007 Die Siedler von Catan – Das Würfelspiel
- 2007 Anno 1701 – Das Kartenspiel
- 2007 Tintenherz
- 2007 Die Siedler von Catan – Junior
- 2007 Entdecker: Im Reich der Jadegöttin
- 2007 Anno 1701 – Das Brettspiel
- 2007 Die Kolonien (Szenario zu „Die Siedler von Catan“)
- 2007 Die Siedler von Hessen (Szenario zu „Die Siedler von Catan“)
- 2008 Entdecker: Im Reich der Wüstensöhne
- 2008 Die Siedler von Catan – Deutschland Edition
- 2009 Schätze, Drachen und Entdecker – Das Szenarienpack für Fans
- 2010 Die Fürsten von Catan – ab 2016: Catan – Das Duell
- 2011 Die Siedler von Catan – Aufbruch der Händler
- 2011 Finstere Zeiten (Erweiterung zu „Die Fürsten von Catan“)
- 2012 Star Trek Catan
- 2012 Die Siedler von Catan – Baden-Württemberg Edition[9]
- 2012 Spinnengift und Krötenschleim (nominiert für das Kinderspiel des Jahres)
- 2012 Die Siedler von Catan – Madagascar Catan Junior (Überarbeitete Version von Catan Junior)
- 2012 Goldene Zeiten (Erweiterung zu „Die Fürsten von Catan“)
- 2013 Entdecker & Piraten (Erweiterung zu „Die Siedler von Catan“)
- 2013 Wien Catan
- 2014 Norderwind (Kosmos)
- 2014 Die Siedler von Catan – Das Alte Ägypten
- 2015 Knätsel (Überarbeitung von Barbarossa und die Rätselmeister)
- 2019 Catan – Sternenfahrer (Überarbeitete Version von Die Sternenfahrer von Catan)

Ab 2015 zusammen mit seinem Sohn Benjamin:
- 2015 Tumult Royal
- 2016 Schmuggler
- 2017 Catan – Die Legende der Seeräuber (Erweiterung zu „Catan – Seefahrer“)
- 2017 Mag-O-Mag
- 2017 A Game of Thrones CATAN: Die Bruderschaft der Nachtwache
- 2018 Catan: Der Aufstieg der Inka
- 2019 Catan – Die Legende der Eroberer (Erweiterung zu „Städte & Ritter“)

### Computerspiele
- 1999 Catan – Die erste Insel
- 2000 Die Sternenfahrer von Catan
- 2001 Catan – Das Kartenspiel
- 2002 Catan Online Welt (als Premium-Dienst bei T-Online)
- 2003 Löwenherz
- 2003 Sternenschiff Catan
- 2003 Städte & Ritter (nur online in der Catan Online Welt)
- 2003 Adel verpflichtet (nur online in der Catan Online Welt)
- 2005 Elasund (nur online in der Catan Online Welt)
- 2007 Catan Online Welt Neubeginn (auf eigenen Servern)
- 2007 Multicatan (als spezielle Onlinewelt-Version)
- 2007 Catan für Xbox Live Arcade[10]
- 2008 Catan – Die erste Insel – Mobile (für Mobiltelefone)
- 2008 Catan – Städte und Ritter für den PC und Mac
- 2013 Catan – Creator’s Edition für den PC und Mac